# Quevilloncourt
Quevilloncourt is een gemeente in het Franse departement Meurthe-et-Moselle (regio Grand Est) en telt 110 inwoners (2009). De plaats maakt deel uit van het arrondissement Nancy.

## Geografie
De oppervlakte van Quevilloncourt bedraagt 2,9 km², de bevolkingsdichtheid is dus 37,9 inwoners per km².
De onderstaande kaart toont de ligging van Quevilloncourt met de belangrijkste infrastructuur en aangrenzende gemeenten.

## Demografie
De figuur toont het verloop van het inwonertal (bron: INSEE-tellingen).